# Малкин, Давид (писатель)
Давид Малкин (Дмитрий Григорьевич Малкин) — израильский писатель, поэт и драматург, пишущий на русском языке. Родился в Ленинграде 23 мая 1938 года. С 1979 года жил в Израиле (Реховот). Автор нескольких книг, телевизионных пьес и более ста журнальных публикаций. Его книги — художественные биографии библейских царей и героев.
Член международного Пен-клуба.

## Интересные факты
В названии книг и в тексте автор использует титул «король» («мелех» на иврите), а не привычное «царь». Имена царей и героев своих книг автор приводит в ивритском варианте. Вот как это объясняет сам автор:

Я слышу твоё удивление: почему король Шаул и принц Йонатан? Роман написан по-русски, а русская традиция называет древнееврейских правителей царями (оставим Саула, Соломона и пророка Самуила на совести шепелявых греков — первых переводчиков Библии на русский язык. В Иерусалиме таких имён никогда не существовало, зато на каждой улице живут Шаулы, Шломо и Шмуэли).
Итак, почему отступил от традиции?
Слово «царь» пришло в русский язык с латынью, с именем императора Юлия Цезаря. Царями именовались прежде всего монархи, правители державы — самодержцы. Этот же термин сохранился для женщин: царица Савская, царица Клеопатра, царица Тамара. За что оказана была первыми переводчиками Библии такая честь Шаулу и Давиду — не знаю, но термин этот явно не подходит к небольшому государству Шаула, Давида, Шломо. От другого имени — императора Карла Великого — осталось в русском языке наименивание «король» для властителей стран с меньшим количеством подданных, для европейских монархов периода активной истории Запада: войн, интриг, перикраивания пограничных земель, бунтов, искусства и научных открытий.
Таковы были и Израиль с Иудеей времени, о котором пойдёт речь.
И Цезарь, и Карл Великий родились через много столетий после Давида, а значит, право выбора между «царством» и «королевством» остаётся за нами…..я предпочёл слова «король» и «королевство», оставив «царство» для Святой земли, но не для смертных её правителей: Царство Божье.
Да ведь и на современном Ближнем Востоке нет царств, нет царей, а есть короли: саудовский, иорданский, король Марокко — так они и называются в газетах….